# Compressor d'ones de pressió

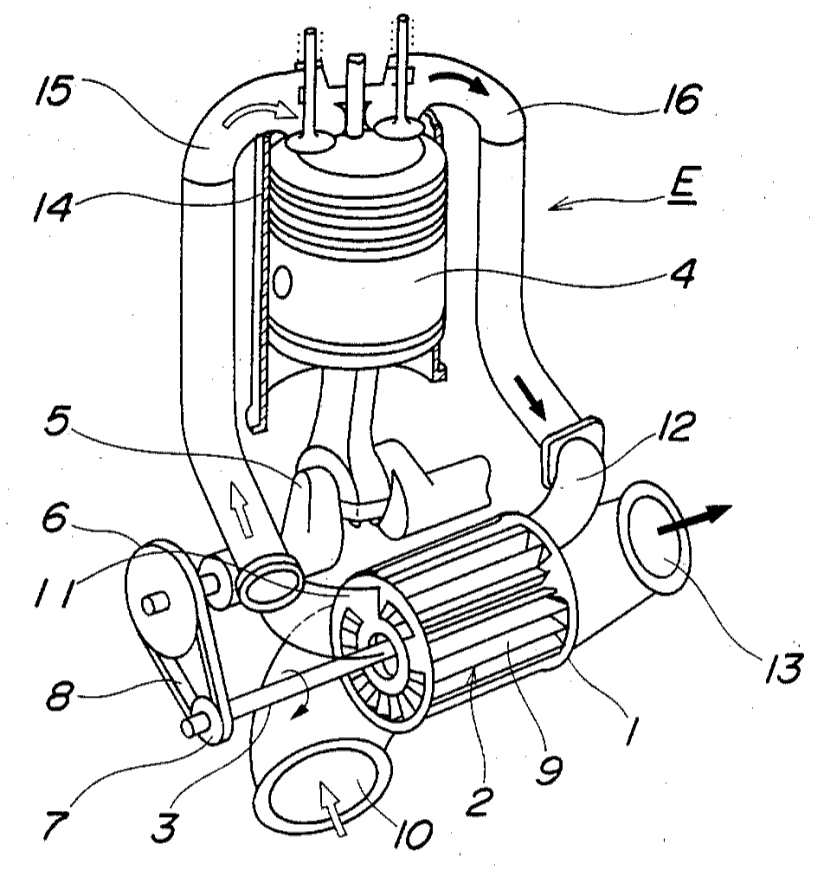
Esquema general segons la patent US4563997 Fig.1 Pressure wave supercharger.

En el camp dels motors de combustió interna, un compressor d'ones de pressió és un dispositiu que comprimeix l'aire d'admissió d'un motor a partir de les ones dels gasos d'escapament. El conjunt inclou una cambra de ressonància amb un element giratori de forma especial.

## Història
Alguns documents exposen els antecedents del PWS (Pressure Wave Supercharger), que fan remuntar a l'any 1906.
Però l'exemple més conegut d'un compressor per ones de pressió és el del Comprex, desenvolupat per l'empresa suïssa Brown, Boveri & Cie.
Cap al 1940, l'enginyer Claude Seippel, treballant a Brown Boveri, va desenvolupar un compressor basat en les ones dels gasos d'escapament i el va anomenar Comprex (del procés COMpression-Expansion en que es basava). Diferents companyies en diversos països investigaren el sistema cercant de trobar una aplicació pràctica. L'any 1971 la companyia finlandesa Valmet Tractors va provar un prototip en un dels seus motors. Tecnologia que posteriorment es comercialitzaria. La primera aplicació que va passar a la venda fou la de l'automòbil Opel Senator de 2,3 litres l'any 1984. Les unitats venudes foren unes 2000.

## Funcionament

### Descripció del conjunt
El compressor consta d'una cambra de ressonància de forma cilíndrica (de secció circular) amb quatre boques de connexió (una per a l'aire d'entrada, una per a l'aire de sortida, una pel gasos d'escapament d'entrada, una pels gasos d'escapament de sortida). Dins de la cambra
hi ha un rotor que pot girar. La forma d'aquest rotor és particular: està format per una munió de cel·les longitudinals (paral·leles al arbre del rotor). Perpendiculars a aquestes cel·les hi ha uns panells amb uns orificis determinats que permeten o no el pas dels gasos en funció de la posició relativa.
L'arbre del rotor està connectat al motor mitjançant un sistema de politges i corretja de transmissió. Quan el motor principal gira també ho fa el rotor del compressor.

### Funcionament de les ones
En el funcionament dels motors de combustió interna es produeixen ones longitudinals en els gasos dins dels conductes d'admissió i escapament. Aquestes ones suposen pujades i baixades de pressió.

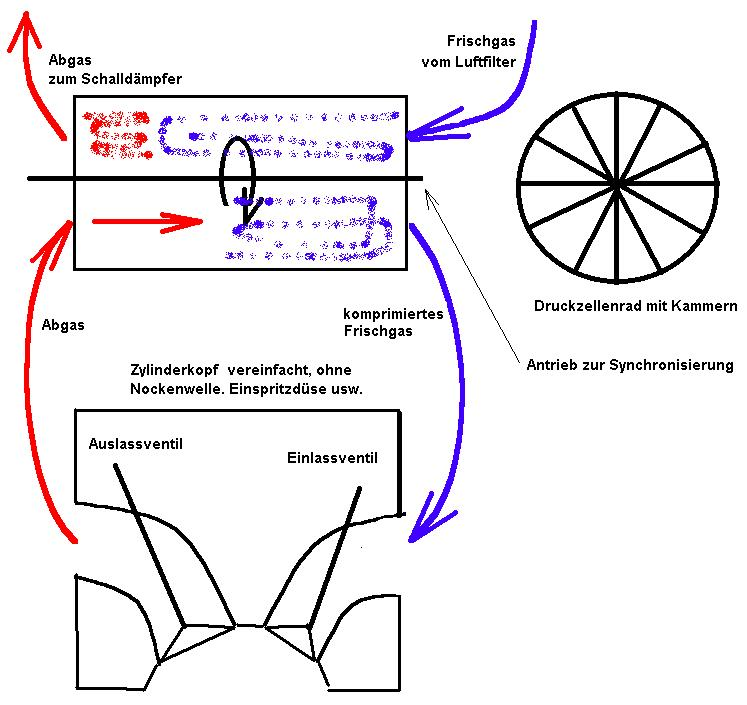
Esquema de funcionament

En un compressor d'ones de pressió es produeixen diverses fases:
- els gasos d'escapament entren a la cambra de ressonància i a les cel·les del rotor quan ho permet el panell d'entrada; dins de les mateixes cel·les hi ha aire fresc que es comprimeix
- com que el rotor gira, les cel·les que han rebut els gasos d'escapament queden aïllades de l'escapament; dins de cada cella els gasos (aire fresc i gasos d'escapament) actuen com tubs acústics, i vibren conjuntament (a la pressió mitja dels gasos d'escapament)
- en el moment en què les cel·les esmentades s'enfronten amb la sortida d'aire de la cambra, l'aire fresc pot sortir; els gasos d'escapament de la cel·la no tenen prou temps per a sortir (en la pràctica hi ha una petita barreja de gasos en les diverses fases del procés)

Pel fet que l'aire de sortida del compressor ha estat comprimit directament per les ones dels gasos d'escapament, el conjunt funciona com un compressor d'aire.

## Prestacions
Les primeres generacions de turbocompressors presentaven un cert retard en la resposta a l'accelerador. Els compressors Comprex no tenen aquest inconvenient. La resposta és immediata. Pel que fa a altres paràmetres (pressió de sortida, cabal de sortida) el valors són comparables en totes dues tecnologies.

### Inconvenients
La instal·lació en un motor determinat determina un pes i un volum menors en un turbocompressor. També cal tenir en compte una petita barreja de gasos en els compressors d'ones de pressió (una petita part dels gasos d'escapament passaria a l'admissió). Una dificultat inherent és que cal connectar mecànicament el rotor del compressor i el motor, tot i que l'absorció de potència per aquest motiu és mínima.

## Aplicacions particulars
- 1980. Ferrari F1.[5][6] L'escuderia Ferrari va abandonar el model 312T substituint-lo pel model 126C. El xassís era pràcticament el mateix però el nou motor V6 era més compacte que el motor V12 pla (V de 180 graus). Això permetia millorar l'efecte sol a costa d'una potència menor. El compressor Comprex fou un intent de solucionar el problema. Finalment es va adoptar un turbocompressor.

- 1984. Opel Senator.[7]

- 1988. Mazda 626 Capella.[8][9] D'aquest model se'n vengueren més de 150.000 unitats.

- 1996. Greenpeace va construir un prototipus basat en el Twingo que equipava un compressor Comprex.[10]

## Compressor Hyprex
De manera simplificada, un compressor Hyprex és una versió millorada del Comprex. El rotor gira mitjançant un motor elèctric i no té cap connexió mecànica amb el motor. Altres canvis permeten prestacions superiors.

## Sistema de control
Destinat a optimitzar les prestacions, un sistema de control fou patentat pel japonès Hachiro Aoki l'any 1986 (United States Patent 4563997).